# لوسین گامبلن
لوسین گامبلن (فرانسوی: Lucien Gamblin‎؛ ۲۲ ژوئیه ۱۸۹۰ – ۳۰ اوت ۱۹۷۲) بازیکن فوتبال اهل فرانسه بود.
وی همچنین برندهٔ جوایزی همچون لژیون دونور (شوالیه) شده‌است. وی در تیم ملی فوتبال فرانسه بازی کرده‌است.